# Goncharov (meme)
Goncharov es el título de una película de gánsteres de 1973 que no existe. Es un meme de Internet creado por usuarios de Tumblr mediante publicaciones independientes, a menudo con el lema "The greatest mafia movie ever made" ("la mejor película de mafia jamás hecha"). Suele describirse como una película de mafia ambientada en Nápoles, con la participación de Martin Scorsese. Se ha definido un elenco que incluye a Robert De Niro, Al Pacino, John Cazale, Gene Hackman, Cybill Shepherd y Harvey Keitel .
Goncharov tiene su origen en una publicación de un usuario de Tumblr, en que aparece una imagen de un par de botas con una etiqueta que sugiere la existencia de una película con este título en lugar de una etiqueta de marca. Esta publicación fue contestada en agosto de 2020 con la alusión en broma de que Goncharov era una película real; suele considerarse este reblog como el origen del meme. Se volvió un fenómeno viral en noviembre de 2022, después de que se creara y compartiera un póster ficticio. Esto desencadenó la elaboración de su contenido narrativo y su producción, descritos mediante publicaciones en Tumblr y otros lugares, como si la película fuera real. Goncharov inspiró un fandom en línea, recibió una cobertura significativa en los medios y obtuvo respuestas de personas notables, incluido Scorsese, siguiendo, por lo general, el juego del meme.

## Trama ficticia e historia de la producción
Aunque muchos detalles son inconsistentes debido a la naturaleza colaborativa de su concepción, Goncharov se suele definir como una película de mafia, producida en 1973. Ambientada en Nápoles tras la disolución de la Unión Soviética, está protagonizada por Robert De Niro en el rol de Lo Straniero, también conocido como Goncharov, un asesino a sueldo y ex-gerente de una discoteca ruso. La narrativa incluye como subtrama un triángulo amoroso que involucra a Goncharov, su esposa, Katya (interpretada por Cybill Shepherd según el elenco ficticio) y el personaje de Andrey (Harvey Keitel), cuya relación con Goncharov tiene carácter homoerótico. De forma similar, Katya rehúye de Goncharov para entablar una relación de carácter romántico con una mujer llamada Sofia (Sophia Loren); tanto Goncharov/Andrey como Katya/Sofia son ships populares dentro del fandom de Goncharov. Otro personaje destacado es Joseph "Ice Pick Joe" Morelli (John Cazale), un asesino psicópata que utiliza un picahielos como arma, y cuya trama secundaria en Goncharov presenta temas de enfermedad mental y trauma infantil. Además, la historia presenta un tópico recurrente de relojes.
En la narrativa metaficcional sobre la existencia de la película, se suele dar como explicación que tuvo una producción problemática y, finalmente, nunca fue estrenada, convirtiéndose así en una película perdida. Así se explica su supuesta oscuridad.

## Origen y desarrollo
Goncharov apareció por primera vez en una publicación de un usuario de Tumblr, desde entonces inactivo, llamado zootycoon. Publicó una imagen de la etiqueta de un par de botas falsificadas con detalles sobre una película inexistente de título Goncharov en lugar de la etiqueta de marca, que indicaba que era "Una película de Matteo JWHJ0715", "presentada" por Martin Scorsese, con el lema "The greatest mafia movie ever made" ("la mejor película de mafia jamás hecha"). Otro usuario respondió en broma "este idiota no ha visto goncharov"; la publicación fue compartida con la adición de una captura de pantalla del comentario por la usuaria Aveline McEntire en agosto de 2020. El reblog de McEntire se suele acreditar como el origen del meme. El usuario Michael Littrell, investigando el origen de las botas, correlacionó la fuente de la etiqueta con un póster de la película Gomorra de 2008, cuyo cartel indicaba del mismo modo que Martin Scorsese "presentaba" la película, e identificaba a su director, Matteo Garrone, de lo que Littrell dedujo que "Matteo JWHJ0715" y Goncharov serían errores tipográficos del título y créditos del cartel de Gomorra . En la metaficción de Goncharov, los usuarios han señalado como director, de manera inconsistente, a Matteo JWHJ0715 y Scorsese.
Goncharov volvió a ganar atención a finales de noviembre de 2022 cuando Alex Korotchuk, un artista de Praga, creó un póster para la película que presentaba un elenco definido de actores y nombres de personajes, publicado en Tumblr el 18 de noviembre, y que desencadenaría toda la ficción posterior. Entre las publicaciones, ha habido análisis críticos detallados de la trama, los temas, el simbolismo y los personajes, así como la creación de gifs, fan-art y fan-fiction erótico, y el tema musical, todo presentado como si la película fuera real. Se creó una página de Letterboxd donde se publicaron varias "reseñas" de Goncharov, pero se eliminaron de la plataforma. Archive of Our Own, una página de fanfiction, contaba con más de 600 historias sobre Goncharov a día 3 de diciembre de 2022. Autumn Chen realizó un game jam de Goncharov en itch.io.

## Recepción y análisis
The New York Times informó que Goncharov y Scorsese se habían convertido en los temas de mayor popularidad en Tumblr. Algunos periodistas relacionaron la popularidad de Goncharov con la adquisición de Twitter por Elon Musk, tras lo cual muchos usuarios optaron por abandonar la plataforma en favor de Tumblr. Kelsey Weekman de BuzzFeed citó Goncharov como "evidencia del poder único de las mentes creativas y colaborativas de Tumblr". Eve Edwards de The Focus describió el meme como un intento de inducir el efecto Mandela. Linda Codega de Gizmodo comentó sobre el entusiasmo en torno al meme como "un ejemplo inspirador de narración colectiva y generación espontánea de un fanatismo, inspirado por la propia comunidad. Al final, Goncharov (1973) no es una película, sino un juego. Y solo Tumblr conoce las reglas, porque las reglas de Goncharov (1973) son las reglas del mismo Tumblr.” 
The Daily Fix citó el análisis del usuario de Tumblr David J Prokopetz para señalar su atractivo: "El meme de Goncharov no es tan incomprensible para los extraños dado que es indistinguible de los negocios corrientes. Las publicaciones estúpidas sobre Goncharov suenan tal como los nerds del cine cuando hablan de una película real que no han visto, pero no lo quieren admitir, así que desde la perspectiva no involucrada, nada ha cambiado". Hablando con Vice sobre el meme, el usuario de Tumblr do-you-have-a-flag (también conocido simplemente como "Flags") describió Goncharov como una extensión de la cultura "yes-and" ("sí-y") de la plataforma, donde los usuarios a menudo amplían las publicaciones de otros a través de la función de reblogueo de la plataforma para crear y colaborar en narrativas y conversaciones inesperadas.
El meme de Goncharov fue reconocido positivamente por Tumblr, cuya cuenta de Twitter afirmó que esta película inexistente estaba "adelantada a su tiempo". Lynda Carter, una de las actrices ficticias del elenco, siguió el juego sobre su papel imaginario en la película en Tumblr y en la cuenta pública de Twitter de Tumblr. Ryan Reynolds, menos de un mes después de unirse a la plataforma, también hizo una publicación sobre su "línea favorita" de la película. El 25 de noviembre de 2022, la actriz y cineasta Francesca Scorsese publicó un video en TikTok que muestra un intercambio de mensajes con su padre, en el que le compartió el reportaje del The New York Times sobre Goncharov y le preguntó si la había visto. Martin Scorsese respondió: "Sí. Hice esa película hace años.”